# 66 (număr)
66 (șaizeci și șase) este numărul natural care urmează după 65 și precede pe 67.

## În matematică
66 este:
- un număr abundent.[2][3]
- un număr sfenic, fiind  produsul a trei numere prime distincte, 66 = 2 x 3 x 11.[4]
- un număr triunghiular.[5]
- un număr hexagonal.[6]
- un număr semi-meandric.[7]
- un număr semiperfect, fiind multiplu al unui număr perfect.
- un număr Erdős-Woods, deoarece este posibil să găsim șiruri de 66 de numere întregi consecutive astfel încât fiecare membru interior să împartă un factor fie cu primul, fie cu ultimul membru.[8]
- un număr practic.[9][10]
- un număr Størmer.[11][12]
- un număr palindromic și repdigit în bazele 10 (6610), 21 (3321) și 32 (2232)
- În baza de numerație octală, 6610 se notează 1028, în timp ce 10210 este 6616 în sistemul hexadecimal. Această proprietate se aplică tuturor numerelor de la 64 la 69.
- un număr Mian-Chowla.[13]

## În știință
- Este numărul atomic al disprosiului.

### Astronomie
- NGC 66,  o galaxie spirală barată situată în constelația Balena.
- Messier 66,  o galaxie spirală intermediară.
- 66 Maja (sau 66 Maia), un mic asteroid întunecat din Centura principală.

## În informatică
66 (mai precis 66,667) megahertz (MHz) este un divizor comun pentru viteza viteza magistralei frontale (FSB), viteza generală a unității centrale de procesare (CPU) și viteza magistralei centrale. Pe un procesor Core 2 și o placă de bază Core 2, FSB este de 1066 MHz (~ 16 × 66 MHz), viteza memoriei este de obicei 666,67 MHz (~ 10 × 66 MHz), iar viteza procesorului variază de la 1,86 gigahertz (GHz) ) (~ 66 MHz × 28) la 2,93 GHz (~ 66 MHz × 44), în trepte de 266 MHz (~ 66 MHz × 4).

## În religie
- Numărul total de capitole din cartea biblică a lui Isaia.
- Numărul de versete din capitolul 3 din Cartea plângerilor din Vechiul Testament.
- Numărul total de cărți din ediția protestantă a Bibliei (Vechiul Testament și Noul Testament) combinate.
- În cifrele Abjad, valoarea numerică a Numelui lui Allah (الله) este 66.

## În transporturi
- Route 66, o autostradă din SUA.

Sigla Phillips 66.

- Phillips 66, o marcă de benzină din Statele Unite.
- Drumul european E66.
- A66 road de la Workington la Grangetown.

## Alte domenii
- Numărul de ture de Marele Premiu al Spaniei.
- Finala din '66 (Sixty Six), film britanic din 2006 regizat de Paul Weiland; despre Finala Campionatului Mondial de Fotbal din 1966.
- Ordinul 66, o comandă militară fictivă din universul fictiv Războiul stelelor de masacrare a cavalerilor Jedi.
- Route 66, un serial TV din 1960 - 1964
- Codul internațional de telefonie pentru Thailanda.
- Numărul departamentului francez Pyrénées-Orientales.
- În telecomunicații, un bloc 66 este utilizat pentru a organiza liniile telefonice.
- Sérgio Mendes și Brazil '66 a fost un grup din anii 1960.
- Le 66, operetă într-un act din 1856 cu muzică de Jacques Offenbach.
- În genul horror și în ezoterismul occidental există 66 de legiuni de demoni/spirite pe care Baal le controlează.[14][15]
- ani - 66 î.Hr., 1066, 1966, 2066.